# Pristonotus latistylus
Pristonotus latistylus är en insektsart som beskrevs av Max Beier 1954. Pristonotus latistylus ingår i släktet Pristonotus och familjen vårtbitare. Inga underarter finns listade i Catalogue of Life.